# Tribe 8
Tribe 8 fue una banda estadounidense de punk formada en la ciudad de San Francisco, considerada una de las pioneras del movimiento queercore. Grabaron cuatro álbumes de estudio entre 1995 y 2005. Su puesta en escena era sumamente controvertida y las letras de sus canciones abordaban temas como el sadomasoquismo, el nudismo, la felación y el lesbianismo.

## Discografía

### Estudio
- By the Time We Get to Colorado EP, 1995, Outpunk Records
- Roadkill Cafe EP, 1995, Alternative Tentacles
- Fist City 1995 Alternative Tentacles
- Snarkism 1996, Alternative Tentacles
- Role Models for Amerika 1998 Alternative Tentacles
- Thanx For the Mammaries 2005 Independiente

### Sencillos
- Pig Bitch EP 7", 1991, Harp Records
- Bitches and Brews split 7" con Blatz 1992, Lookout! Records
- Allen's Mom EP 1994, Outpunk Records

### Recopilatorios
- There's a Dyke in the Pit 7" EP, 1991 Outpunk
- Stars Kill Rock, 1993 Kill Rock Stars
- Outpunk Dance Party, 1996 Outpunk
- New Women's Music Sampler, 1999, Mr Lady